# Batalha de Panormo (254 a.C.)
A Batalha de Panormo de 254 a.C. foi a primeira de duas batalha terrestres travadas em Panormo durante a Primeira Guerra Púnica e resultou na conquista da principal cidade cartaginesa na Sicília. Na segunda, ocorrida em 251 a.C., os romanos conseguiram defender sua nova conquista de um assalto cartaginês.

## Situação
Depois da derrota na Batalha de Tunes, Roma estava muito enfraquecida no mar pela destruição de quase toda a frota e das legiões que estavam embarcadas, além da perda de Marco Atílio Régulo, que foi capturado. Políbio informa que, neste naufrágio, ocorrido na costa oriental da Sicília, foram perdidos 364 navios e somente 80 sobreviveram.
Os cartagineses, re-encorajados pela vitória terrestre e convencidos de que estavam muito mais fortes no mar do que os romanos, enviaram Asdrúbal Hanão à Sicília, entregando-lhe o comando dos soldados já presentes na ilha, inclusive a guarnição de Heracleia Minoa e cerca de 140 elefantes de guerra. Evidentemente, as legiões que Xantipo havia enviado a Tunes foram também utilizadas pelos cartagineses. Para reforçar a frota, que havia sido parte destruída e parte capturada na Batalha do Cabo Ecnomo, os cartagineses construíram mais 209 navios. Asdrúbal desembarcou em Lilibeu e começou a exercitar seus homens para a campanha.
Sabendo do desembarque cartaginês, os romanos decidiram mais uma vez reconstruir a frota e, em apenas três meses, conseguiram lançar ao mar 220 navios, que foram entregues ao comando dos cônsules Cneu Cornélio Cipião Asina, em seu segundo mandato depois da desastrada Batalha das ilhas Líparas, e Aulo Atílio Calatino, também em seu segundo mandato.

## Batalha
Os cônsules partiram de Roma e, em Messana, se juntaram à frota sobrevivente do naufrágio no retorno de Tunes, chegando assim a trezentos navios, e seguiu para Panormo, que foi imediatamente cercada.
Enquanto se realizavam os preparativos, como a montagem das armas de cerco, os soldados foram divididos em dois acampamentos distintos. A torre da cidade, de frente para o mar, caiu facilmente perante o assalto romano e por ali as legiões romanas invadiram a "cidade nova". Na narração de Políbio, não houve qualquer reação dos cartagineses. Asdrúbal permaneceu em Lilibeu e certamente a guarnição de Panormo era insuficiente para resistir a um assalto bem conduzido.

## Consequências
Ainda de acordo com Políbio, os romanos, depois de terem conquistado a cidade, deixaram ali uma guarnição para protegê-la, mas não deu detalhes. Enquanto isso, a frota retornou para Roma.